# Heinrich Porges
Heinrich Porges (25. listopadu 1837, Praha – 17. listopadu 1900, Mnichov) byl česko-rakouský sbormistr a hudební kritik narozený v Praze.

## Život
Heinrich Porges se narodil do zámožné pražské židovské rodiny. Jeho rodiči byli Šimon Porges (1801–1869) a jeho manželka Charlotte.
Byl ženatý s Wilhelmine Meroresovou, s níž měl dceru Elsu Bernsteinovou.
K hudbě měl velmi blízko již od dětství. V domě svých rodičů se osobně setkal s Ferencem Lisztem (1856), Hansem von Bülow (1857) či Peterem Corneliem (1860).
Nejprve studoval právo a filosofii na pražské univerzitě, avšak poté se věnoval hudbě, studoval hru na klavír, hudební harmonii a kontrapunkt s cílem stát se klavíristou.
Od roku 1863 v Lipsku redigoval spolu s Franzem Brendelem Neue Zeitschrift für Musik.
Na Wagnerův návrh ho v roce 1866 král Ludvík II. povolal do Mnichova, kde Porges napsal úvodní texty k operám Tristan a Isolda, Mistrům pěvcům norimberským a Lohengrinovi. Když měl v roce 1876 v Bayreuthu premiéru Prsten Nibelungů, byl Porges jedním z Wagnerových asistentů a detailně zaznamenal jeho poznámky k dílu a jeho reprodukci a obdobné záznamy se zachovaly také v klavírním výtahu Parsifala.
Porges byl jedním z Wagnerových nejvěrnějších židovských spolubojovníků a Wagner si ho velmi cenil, a to i kvůli jeho spisům. Byl také nadšeným zastáncem díla Ference Liszta.

## Závěr života
Heinrich Porges zemřel 17. listopadu 1900 v Mnichově a je pochován na tamním Ostfriedhofu. (Hrob M-li-94)

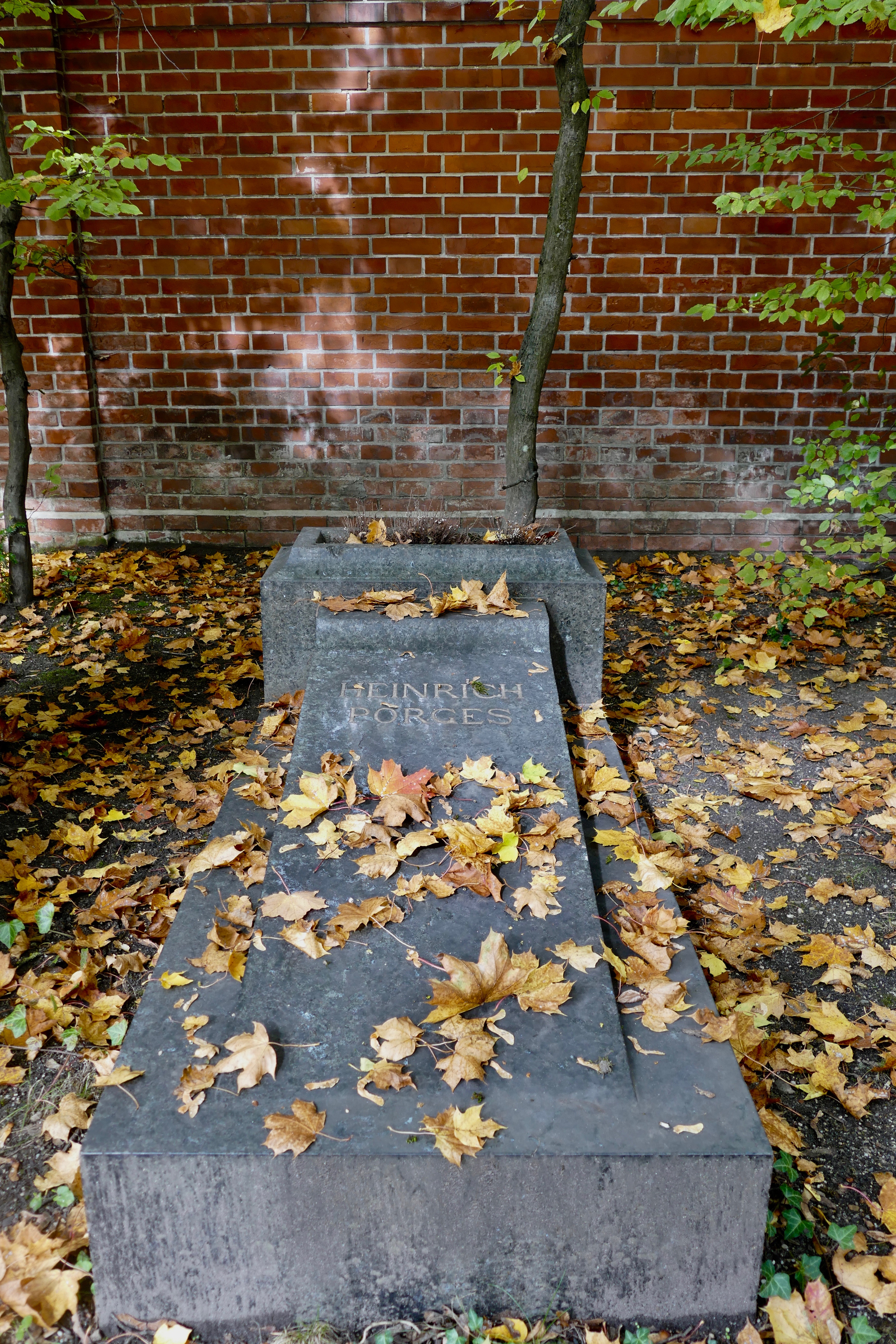
Hrob Heinricha Porgese